# Hrabstwo Utah

Piramida wieku hrabstwa

Hrabstwo Utah (ang. Utah County) – hrabstwo w stanie Utah w Stanach Zjednoczonych. Siedzibą hrabstwa (a zarazem jego największym miastem) jest Provo.

## Miasta
- Alpine
- American Fork
- Cedar Hills
- Cedar Fort
- Eagle Mountain
- Elk Ridge
- Fairfield
- Genola
- Goshen
- Highland
- Lehi
- Lindon
- Mapleton
- Orem
- Payson
- Pleasant Grove
- Provo
- Salem
- Saratoga Springs
- Spanish Fork
- Springville
- Vineyard
- Woodland Hills

## CDP
- Benjamin
- Elberta
- Lake Shore
- Palmyra
- Spring Lake
- West Mountain